# 林衍廷
林衍廷（Lam Hin Ting，1999年12月9日—），生於香港，香港足球運動員，司職右後衛，現時效力香港超級聯賽球會東方。

## 早年生活
林衍廷生於香港，於2016年3月獲得前車路士足校學校的英國教練賞識，推薦他於暑假遠赴葡甲球會派達德青年軍試腳20日，惟他試腳期間，因不懂英語的與隊友及教練言語不通，和跟不上歐洲正規訓練強度下，他沒有收取薪金便離開當地，返回香港繼續中五學業。

## 球會生涯

### R&F富力
在上學三日後，林衍廷便獲前香港巴塞足球學校教練，兼當時R&F富力助教梁志榮聯絡，邀請加盟由中超球會廣州富力出資及組建的空降港超聯球會R&F富力，並以16歲之齡成為第2位登陸職業聯賽的香港車路士足校學校學員，加盟後，他礙於身高關係而轉型右後衛，並在9月18日對標準灝天的高級組銀牌初賽，在64分鐘後備入替張國明，職業生涯首度亮相兼成為當屆港超聯最年輕上陣的球員，可惜最終富力在香港首場以0–1落敗，到10月1日，由於正選右後衛梁家希在作客香港飛馬前受傷，使林衍廷在該場聯賽獲正選機會，並協助富力以2–1反勝，錄得在香港的首場勝利，而他於職業生涯首季在各項賽事有7場正選4場後備，並在球季尾獲提名香港足球明星選舉的最佳青年球員，最終於四強落選。

### 夢想FC
球季完結後，林衍廷原來獲葡甲球會垂青，惟隨著賞識他的球會教練離任，使他跟隨教練梁志榮加盟新成立的港超聯球會夢想FC，並在10月1日對冠忠南區的聯賽，於16分鐘球不著地抽入，取得職業生涯首個入球，再在73分鐘門前補射梅開二度，結果協助夢想FC主場以4–2勝出。結果林衍廷在職業生涯第二季，就以後衛身份在各項賽事上陣20場錄得5球，成為華人第二神射手。2019年7月11日，因班費問題，夢想宣佈自願降至港甲，並向足總提出相關申請。

### 富力R&F
2019年7月24日，富力R&F宣佈与林衍廷就加盟一事達成一致，双方並已簽署工作合同。2020年10月14日，富力R&F突然宣佈散班退出港超聯。

### 愉園
2020年11月10日，愉園宣布正式簽入後衞林衍廷。2021年7月，愉園申請自降甲組。7月12日，20多名包括林衍廷在內的愉園職球員召開記招，公開要求球會解決欠薪問題。

### 標準流浪
2021年7月，標準流浪宣布正式簽入林衍廷。2022/23球季，林衍廷因其出色表現入選該季香港足球明星選舉最佳十一人。

### 東方
2024年6月，東方宣布簽入林衍廷。

## 國際賽生涯
2023年11月17日，香港足球代表隊在德黑蘭出戰2026世界盃暨2027亞洲盃外圍賽次圈的首場小組賽，林衍廷首度為大港腳上陣。
2023年12月，林衍廷入選香港隊出戰亞洲盃的決選名單。

## 爭議事件

##### 性騷擾女球證
2021年3月21日，愉園作客元朗的港超聯賽事，林衍廷因為完場後出言不遜被罰紅牌。賽事球證羅碧芝去信足總投訴愉園的林衍廷，指他賽後言論性騷擾及侮辱。結果足總紀律委員會指林衍廷違反紀律章程第四章第15.1項指控成立，判罰停賽10場。

##### 代表香港隊出外比賽期間醉酒鬧事
2021年10月底，香港U23代表隊赴日參加U23亞洲盃外圍賽分組賽期間，近半隊球員賽後違反隔離指引，外出買酒兼醉酒鬧事。足總紀律委員會調查後決定禁止林衍廷受徵召入選香港代表隊資格一年及罰款港幣六千元， 原因是違反亞洲足協U23亞洲盃外圍賽分組賽日本賽區之防疫措施及相關指引及嚴重違反代表隊球員的行為與道德守則。該罰則是涉事隊員中最嚴重的。

##### 腳踢對手頭部報復、襲擊球證
2022年9月，林衍廷在私人石地聯賽比賽時，遭對手以技術性犯規阻止反擊，林一怒之下用腳踢向犯規者的頭部。球證吹停球賽，林向場邊多次大罵髒話。球證向林出示黃牌，林因兩黃一紅需要出場，他繼而脫去球衣並將其擲向球證。事後，其職業聯賽球會標準流浪發出聲明，指林參與未經球會批准的足球比賽，違反球隊紀律守則，決定向林作出無限期停賽的處分。球會總監李輝立表示，有可能會終止其合約。

## 榮譽
標準流浪
- 香港菁英盃冠軍（2023–24季度）

東方
- 香港高級組銀牌冠軍（2024–25季度）
- 香港足總盃冠軍（2024–25季度）

個人
- 香港足球明星選舉 最佳青年球員（2017–18季度）
- 香港足球明星選舉 明星十一人（2022–23季度）

## 外部連結
- 香港足球總會球員註冊資料 （页面存档备份，存于）